# Losing All Hope Is Freedom
Losing All Hope Is Freedom è l'album di debutto del gruppo statunitense Evergreen Terrace, pubblicato nel 2001 dall'etichetta indipendente Indianola Records. Il titolo dell'album è stato preso dal romanzo Fight Club di Chuck Palahniuk.

## Tracce
1. Sweet Nothings Gone Forever – 3:22
2. Tevis Sux – 1:57
3. Failure of a Friend – 2:19
4. Embrace – 3:58
5. Manifestation of Anger – 3:08
6. What Would Jesus Do With a Weapon – 2:19
7. In My Dreams I Can Fly – 3:32
8. Behind My Back – 2:14
9. This Wonderful Hatred – 3:22
10. Look Up at the Stars and You're Gone – 2:39
11. Sunday Bloody Sunday (cover degli U2) – 3:24

## Riferimenti culturali
Gli Evergreen Terrace sono famosi per la loro abitudine di inserire dei riferimenti culturali nelle loro canzoni.
- Sweet Nothings Gone Forever contiene un campionamento dal film Matrix.
- What Would Jesus Do With a Weapon si riferisce al motto in voga tra gli aderenti alla chiesa evangelica "What would Jesus do?" ("Cosa farebbe Gesù?").
- In My Dreams I Can Fly contiene un campionamento del film Fight Club.
- Look Up at the Stars and You're Gone è una citazione del romanzo Fight Club.

## Formazione
- Andrew Carey - voce
- Josh James - chitarra e seconda voce in scream
- Craig Chaney - chitarra e voce pulita
- Jason Southwell - basso
- Christopher "Panama" Brown - batteria